# يوجيني فالديراما
يوجيني فالديراما دومينيك (من مواليد 19 يوليو 1994)، هو لاعب كرة قدم إسباني يلعب خط وسط مركزي في نادي إيبيزا.

## حياته
ولد يوجيني في طركونة، كتالونيا، ولعب مع نادي برشلونة من سن 12 إلى 17 عاما. في صيف عام 2011، عاد إلى مسقط رأسه، وأنهى تشكيله مع خيمناستيك طركونة